# 권투 글러브

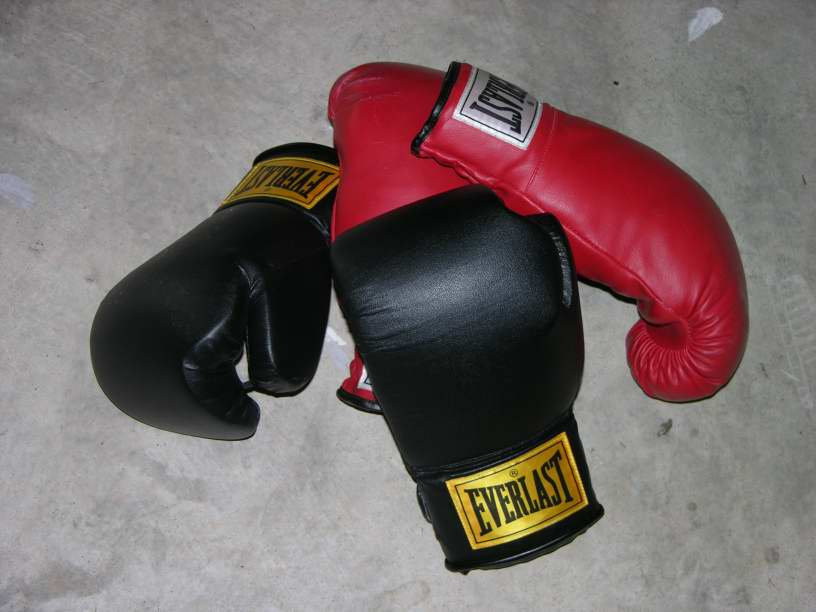
권투 글러브

권투 글러브(-glove)는 권투에서 사용하기 위해 손에 끼는 장갑으로, 주먹을 보호하기 위해 사용된다. 권투뿐만 아니라 킥복싱 등 타격계 격투기에서도 사용된다.

## 역사
고대 그리스 권투에서 맨손으로 싸우고 있던 것이, 주먹을 보호하기 위해 장갑을 사용하게 되었다. 고대 올림픽에서 복싱이 채택이 되었을 때, 히만테스라는 황소의 피부에서 만든 가죽 끈을 감아 주먹을 보호하고 있었다. 18세기의 현대 권투 여명기에는 영국에서 머플러라는 장갑을 사용했다. 현재 사용되는 것은 1867년의 쿠인즈 베리 규칙 제정과 함께 탄생했다.